# Erythrosquilla hamano
Erythrosquilla hamano is een bidsprinkhaankreeftensoort uit de familie van de Erythrosquillidae. De wetenschappelijke naam van de soort is voor het eerst geldig gepubliceerd in 2001 door Ahyong.